# Internationale Lenin-Schule

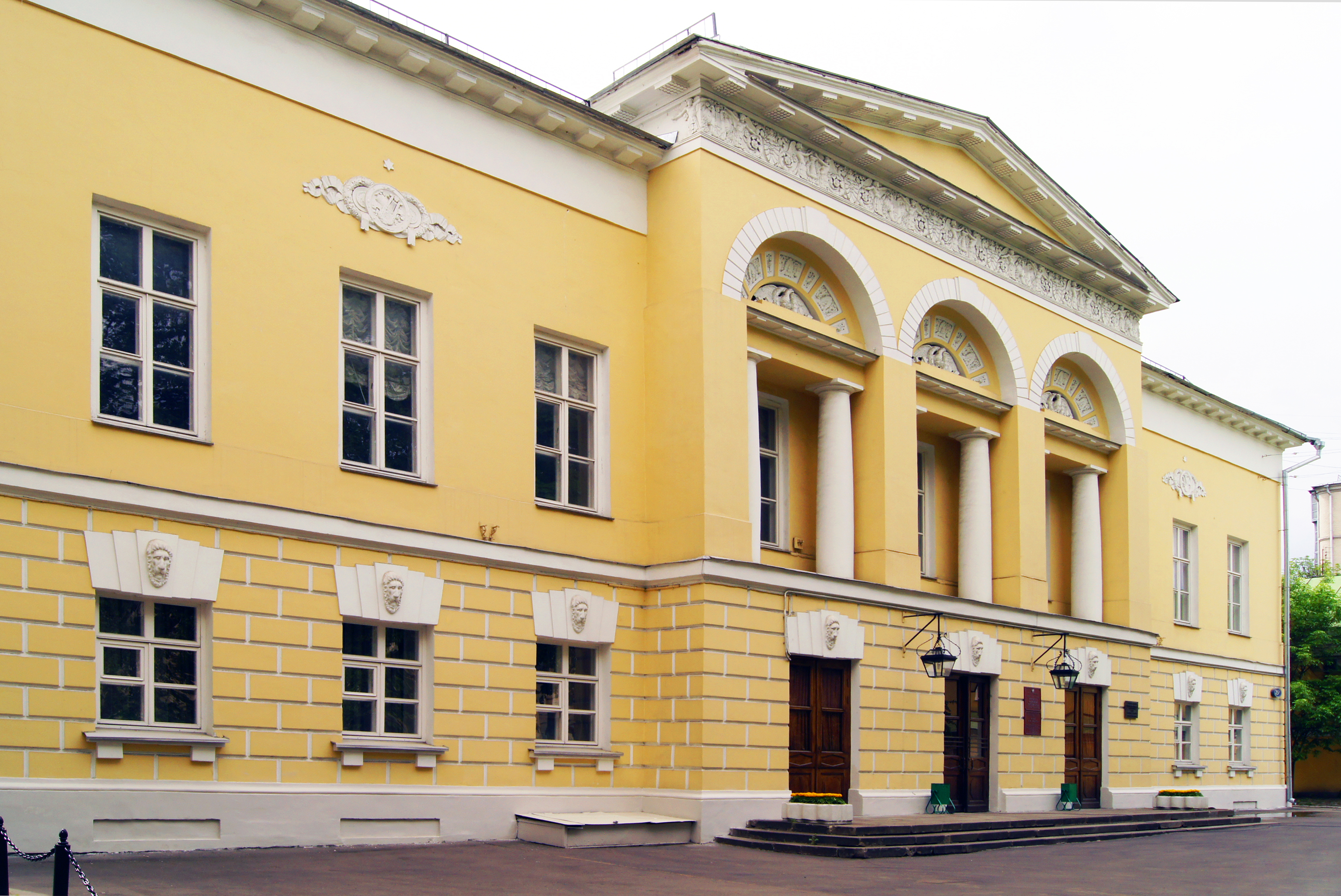
Gebäude in der Moskauer Powarskaja-Straße

Die Internationale Lenin-Schule (russisch Международная ленинская школа Meschdunarodnaja leninskaja schkola) war 12 Jahre lang eine Ausbildungsstätte der Komintern in Moskau und nach dem Zweiten Weltkrieg bis 1990 ein Angebot der KPdSU für junge Kommunisten aus aller Welt.
Die Schule wurde 1926 gegründet und bestand in der Komintern-Form bis 1938. Es wurden damals etwa 3500 Kommunisten aus 60 Ländern ideologisch gebildet, die von ihren kommunistischen Heimat-Parteien an die Schule entsandt wurden. Die meisten Lenin-Schüler (etwa 400) stammten damals aus Deutschland.

## Leiter
Die Schule wurde zunächst von Nikolai Bucharin geleitet, nach dessen Parteiausschluss von Klawdija Kirsanowa. Die Leitung der Schule wurde ihr Ende 1931 erstmals wegen „mangelnder politischer Wachsamkeit“ entzogen, im März 1933 kehrte Kirsanowa, die als „eiserne Stalinistin“ galt, aber wieder auf ihre Position zurück. In ihrer Ära wurden die Zöglinge der Internationalen Leninschule „Reinigungsritualen“ durch Anklage und Selbstanklage unterzogen. Damit sollten sich ihre Ich-Interessen innerhalb eines geschlossenen Weltbildes systematisch dem Kollektiv und den Interessen der Partei unterordnen. Sechs Tage in der Woche hatten sie ein rigides tägliches Arbeitspensum von zehn Stunden und mehr abzuleisten. Das Pensum einer Schulstunde umfasste 4–5 Seiten Marx oder Engels, 6–7 Seiten Lenin, 7–8 Seiten Stalin und 20 Seiten Belletristik. Von Januar bis Mai 1932 leitete Wilhelm Pieck die Lenin-Schule. Dozent von 1933 bis 1935 war Karl Nebenführ, der während der stalinschen Säuberungen 1939 in der Lubjanka erschlagen wurde.:sec1:20:44;

## Bekannte Absolventen der Komintern-Schule
Einige Absolventen der Lenin-Schule bekleideten später führende Funktionen in kommunistischen Regierungen, wie Nikolaos Zachariadis in Griechenland, Josip Broz Tito in Jugoslawien, Władysław Gomułka in Polen oder Erich Honecker, Erich Mielke, Elli Schmidt und Heinz Hoffmann in der Deutschen Demokratischen Republik. Henry Wilhelm Kristiansen wurde Vorsitzender der Kommunistischen Partei Norwegens.

## Lenin-Schule nach 1956
Eine Geheim-Schule gleichen Namens wurde durch die KPdSU Ende der 1950er Jahre aufgebaut. Sie war ein Internat am Rand der Moskauer Innenstadt und bot Kommunisten aus Europa und vor allem aus Lateinamerika Schulungsjahre. In der Illegalität Tätige verbrachten dort auch Übergangszeiten. Alle Studenten waren zur strikten Verschwiegenheit verpflichtet. Dort lernten Männer wie Frauen im Alter von 20 bis über 50 ausschließlich aus kapitalistischen bzw. diktatorischen Ländern, ohne Einbeziehung sozialistischer Staaten, darunter auch Parteivorsitzende. Normal war ein Studienjahr, das sich mit Marxismus-Leninismus, Strategie und Taktik sowie mit der Geschichte der Arbeiterbewegung befasste; die Besonderheiten des Herkunftslandes flossen ein. Alle Veranstaltungen wurden simultan übersetzt. Ende der 1970er Jahre fanden am Ort heftige Debatten und Streittiraden mit den von dort Delegierten in Abgrenzung zur Politik der „revisionistischen“ KPI und der eurokommunistisch reformierten KPF statt. Die Dozenten wurden von der Moskauer Lomonossow-Universität sowie aus dem Parteikader kooptiert. Zu den bekannteren Professoren („Lehrern“) gehörte Jan Vogeler. Genossen aus West-Berlin erhielten zweimonatige Schulungen. SEW-, DKP- und KPÖ-Mitglieder besuchten die Schule in Jahresgruppen und bekamen den Unterricht von deutschsprachigen Dozenten erteilt. Angegliedert an das Studium waren Exkursionen und ein "Praktikum" in einer Sowjetrepublik. Die Schule wurde Ende der 1980er unter Gorbatschow aufgegeben. Nach dem Zerfall der Sowjetunion wurde die Einrichtung zunächst der Gorbatschow-Stiftung übergeben und kam dann an die Finanzuniversität der Regierung der Russischen Föderation.